# Totengräber (Käfer)
Die Totengräber der Gattung Nicrophorus, nach mittlerweile ungültiger Nomenklatur auch als Necrophorus bekannt, gehören zu den bekanntesten Nutzern von Aas kleinerer Tiere. Es handelt sich dabei um Käfer (Coleoptera) der Familie der Aaskäfer (Silphidae).

## Fortpflanzung und Entwicklung der Totengräber
Sie nutzen das Aas vor allem für die Versorgung ihrer Brut. Nicrophorus-Arten sind räuberisch und leben vor allem von Fliegen- und Mückenlarven, die größte heimische Art (Nicrophorus germanicus) jagt allerdings auch größere Käfer, darunter den bekannten Mistkäfer (Geotrupes spec.). Neben der räuberischen Ernährung wird auch von den Adulten frisches Aas gefressen.
Die Fortpflanzungszeit der meisten Totengräber wie N. vespilloides, N. vespillo und N. humator beginnt bereits im Mai, N. investigator beginnt damit jedoch erst im August. Beide Geschlechter der Tiere werden vom Aasgeruch kleiner Tierleichen angelockt und finden sich entsprechend gemeinsam dort ein. Zuerst angekommene Männchen beginnen sofort damit, den Kadaver oberflächlich einzugraben. Danach beginnen sie mit einer Verhaltensweise, die als „Sterzeln“ bezeichnet wird. Dabei wird das Abdomen in die Höhe gestreckt und auf- und abbewegt, währenddessen wird das normalerweise verdeckte letzte Abdominalsegment gezeigt. Diese sterzelnden Männchen sind für Artgenossen ebenso attraktiv wie das Aas selbst. Treffen mehrere Käfer gleichzeitig am Kadaver ein, kommt es zu Kämpfen, bei denen der unterlegene Käfer das Feld räumt. Eintreffende Weibchen dagegen sind willkommen.

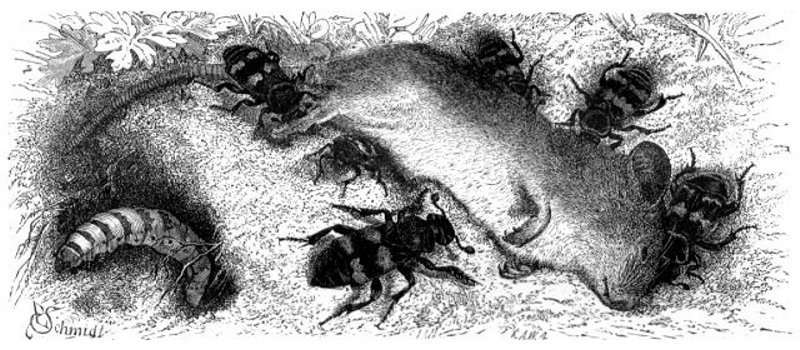
Totengräber und Larve aus Brehms Tierleben

Gemeinsam unterhöhlt das Totengräberpärchen den Kadaver, sodass dieser einsinkt. Danach wird ein schräger Gang ins Erdreich angelegt und der Kadaver hinterhergezogen. Durch dieses Hineinzwängen in den Gang und das stetige Ziehen der Käfer wird die Leiche mehr und mehr abgerundet. Nicrophorus humator vergräbt dabei das Tier bis zu sieben Zentimeter tief, bei Nicrophorus vespilloides wird es nur locker unter die Laubschicht gebracht. Die Eiablage erfolgt in ein oder mehrere Gänge in die Erde, niemals direkt am Aas. Danach frisst das Weibchen ein Loch in die Aaskugel und markiert das Aas durch flüssige Exkremente.
Die geschlüpften Käferlarven sammeln sich in dem von der Mutter geschaffenen Loch im Kadaver und vergrößern dieses. Erst nach der zweiten Häutung fressen sich die Larven ins Innere der Kugel hinein. Besonders nach der ersten Häutung werden die Larven dabei von ihrer Mutter gefüttert, da sie aufgrund ihrer noch weichen Mundwerkzeuge nicht in der Lage sind, selbst Nahrung aufzunehmen. Gegen Ende der Larvalentwicklung verlassen die Larven das Aas und verteilen sich in einem Umkreis von etwa 30 Zentimetern rund um die Bruthöhle zur Verpuppung. Dies wird eingeleitet durch den Bau der Puppenwiege, die durch stundenlanges Rotieren der Larve um die eigene Achse entsteht. Die Arten, die bereits früh im Jahr mit der Fortpflanzung beginnen, beenden bereits im gleichen Jahr ihre Entwicklung und überwintern als adulte Tiere. Arten mit später Fortpflanzung überwintern als Puppen und vollenden ihre Entwicklung im folgenden Jahr. Bei allen Arten dauert es nach dem Schlüpfen der Imagines etwa 14 Tage bis zur Geschlechtsreife.

## Arten der Totengräber

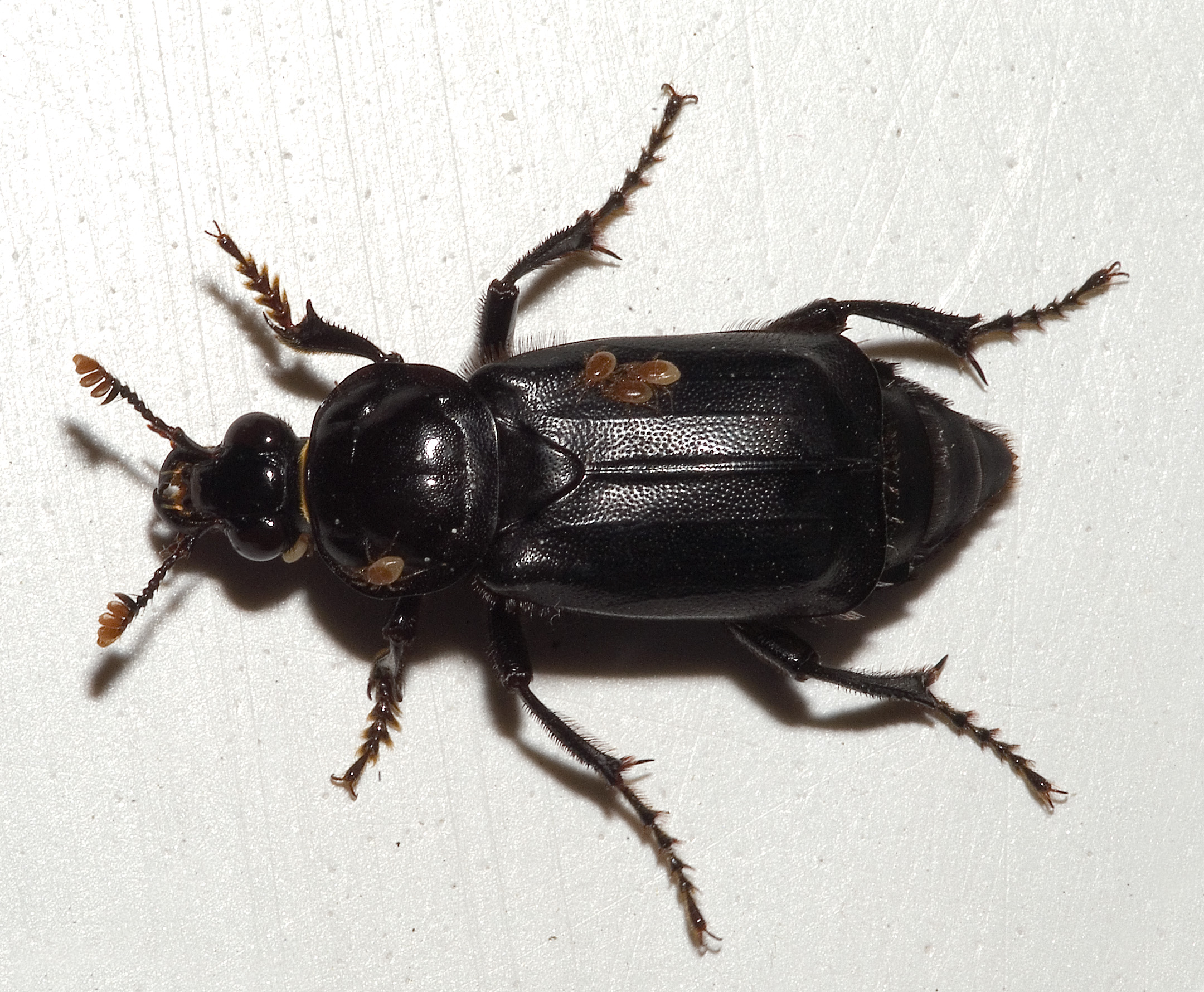
Schwarzer Totengräber (Nicrophorus humator)

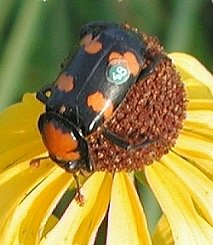
Nicrophorus americanus

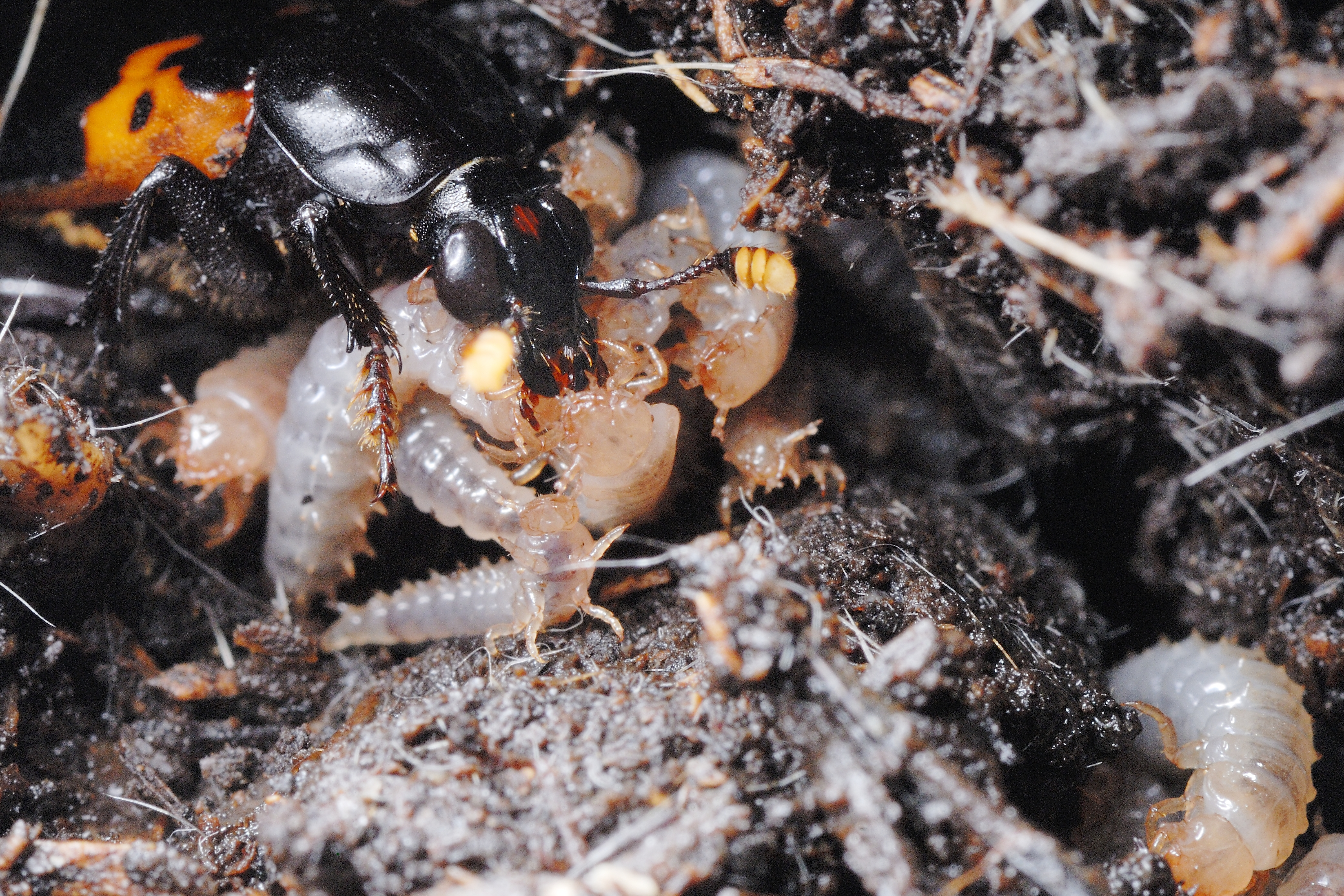
Muttertier mit Nachwuchs

Weltweit gibt es etwa 70 Arten der Gattung, die über Eurasien und Nordamerika verbreitet sind.
In Europa sind folgende 13 Arten bekannt:
- Nicrophorus antennatus
- Nicrophorus confusus
- Nicrophorus germanicus
- Schwarzer Totengräber (Nicrophorus humator)
- Nicrophorus interruptus
- Nicrophorus investigator
- Nicrophorus morio
- Nicrophorus satanas
- Nicrophorus sepulchralis
- Nicrophorus sepultor
- Gemeiner Totengräber (Nicrophorus vespillo)
- Schwarzhörniger Totengräber (Nicrophorus vespilloides)
- Nicrophorus vestigator

Der Gemeine Totengräber (Nicrophorus vespillo) ist die einzige Art, die sowohl in Nordamerika als auch in Eurasien anzutreffen ist. In Nordamerika kommen zudem diese Arten vor:
- Nicrophorus americanus
- Nicrophorus defodiens
- Nicrophorus marginatus
- Nicrophorus orbicollis
- Nicrophorus pustulatus
- Nicrophorus sayi
- Nicrophorus tomentosus
- Nicrophorus vespillum